# 134125 Shaundaly
134125 Shaundaly è un asteroide della fascia principale. Scoperto nel 2005, presenta un'orbita caratterizzata da un semiasse maggiore pari a 3,1341177 UA e da un'eccentricità di 0,1067457, inclinata di 6,68336° rispetto all'eclittica.